# Hazerswoude-Dorp
Hazerswoude-Dorp is een centraal gelegen plaats in de Nederlandse gemeente Alphen aan den Rijn. Op 1 januari 2023 had het 6.325 inwoners. Het dorp is gelegen in het Groene Hart en ligt midden tussen de plaatsen Leiden, Alphen aan den Rijn, Boskoop en Benthuizen.
Tot 1 januari 2014 behoorde Hazerswoude-Dorp tot de gemeente Rijnwoude en was daarmee de grootste kern binnen de gemeente.

## Geschiedenis
In de Romeinse tijd kende het veenachtige en bosrijke gebied rond Hazerswoude enkele nederzettingen. De nederzetting Hazerswoude zelf ontstond pas nadat in de dertiende eeuw de veengrond werd ontgonnen. In de zestiende eeuw begon men met boomkwekerijen, die voor een economische impuls zorgden. In de achttiende eeuw werd drooggelegd, waarna Hazerswoude uitgroeide tot een belangrijk agrarisch dorp met twee kernen, Hazerswoude-Dorp en Hazerswoude-Rijndijk.

## Betekenis van de naam
Hazerswoude werd voor het eerst officieel vermeld in een oorkonde van graaf Floris V uit 1281. Het gebied werd destijds gekocht door een vermogende adellijke ondernemer en via een oorkonde overgedragen. Een afschrift van deze oorkonde is te vinden in het archief van de graven van Holland in het Algemeen Rijksarchief. De naam van het dorp kende in de loop der tijd verschillende spellingen, waaronder Haeswaerdwoude (1281), Haduardswoude (1292), en Haserswoude of Hasertswoude (1531). De naam zou mogelijk verwijzen naar een woud met hazelaars, die nog steeds in het veen worden aangetroffen.

## Bezienswaardigheden
Bezienswaardigheden in het dorp zijn het voormalige raadhuis van architect Jan Dekker (1926), een door Pieter Post ontworpen hervormde kerk uit 1664 (toren uit 1646), een rooms-katholieke kerk uit 1881 en een gereformeerde kerk uit 1969. Aan de Dorpsstraat 66 staat een monumentaal pandje uit circa 1630, waarin het Historisch Museum van Hazerswoude is gehuisvest. Het dorp telt vier molens: de wipmolens de Rooie Wip en de Gere Molen (of blauwe Wip), de achtkante poldermolen Rietveldse Molen en de korenmolen Nieuw Leven. De laatste is een omgebouwde wipmolen, die al bijna 200 jaar in het dorp staat.
Ook bezienswaardig is het vaardorp het Rietveld aan de oostkant van het dorp.

## HSL
De Groene Harttunnel in het traject van de HSL-Zuid ligt voor een groot deel onder Hazerswoude-Dorp en komt daar ook boven de grond.

## Galerij

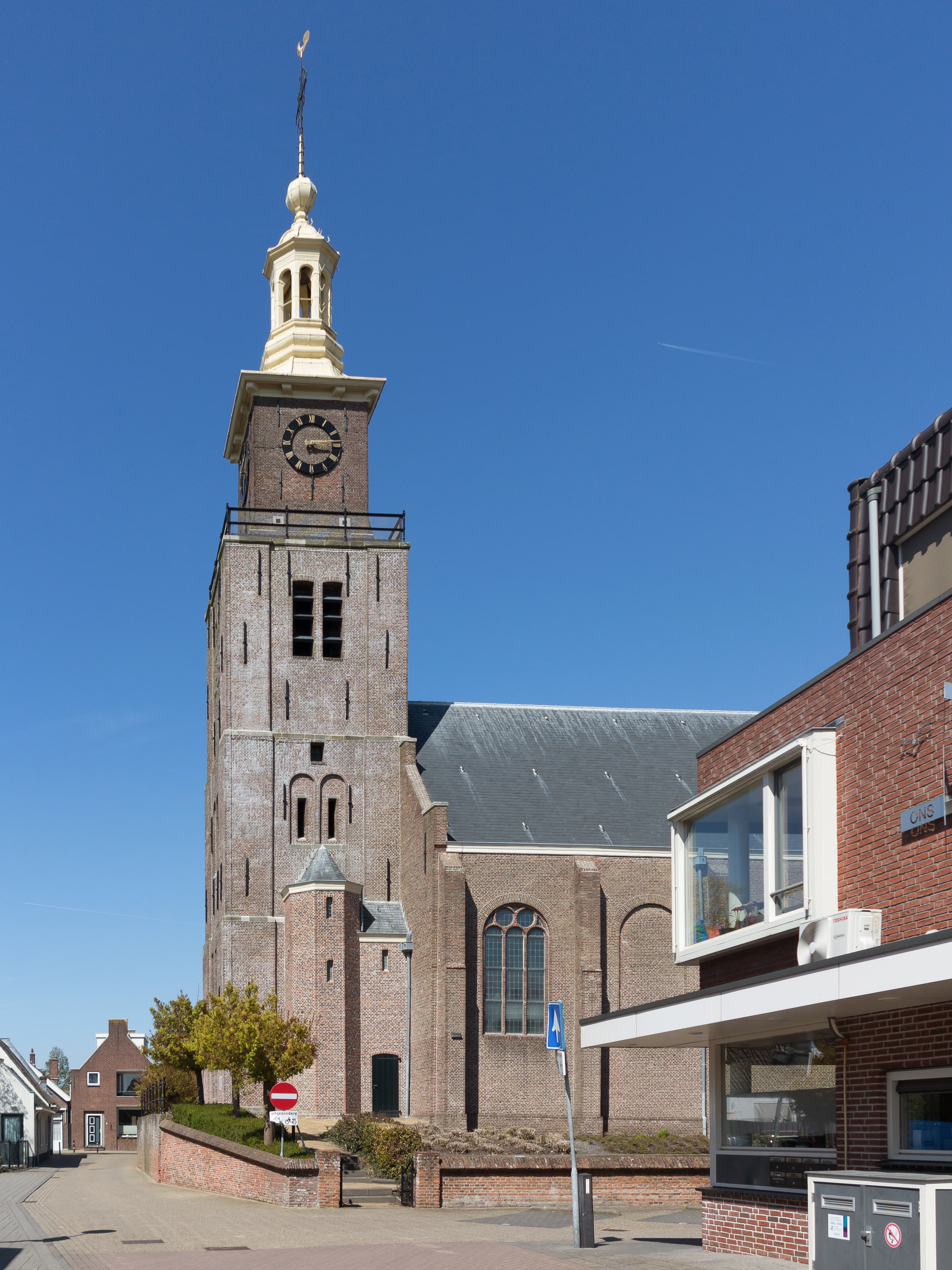
De Nederlands Hervormde kerk
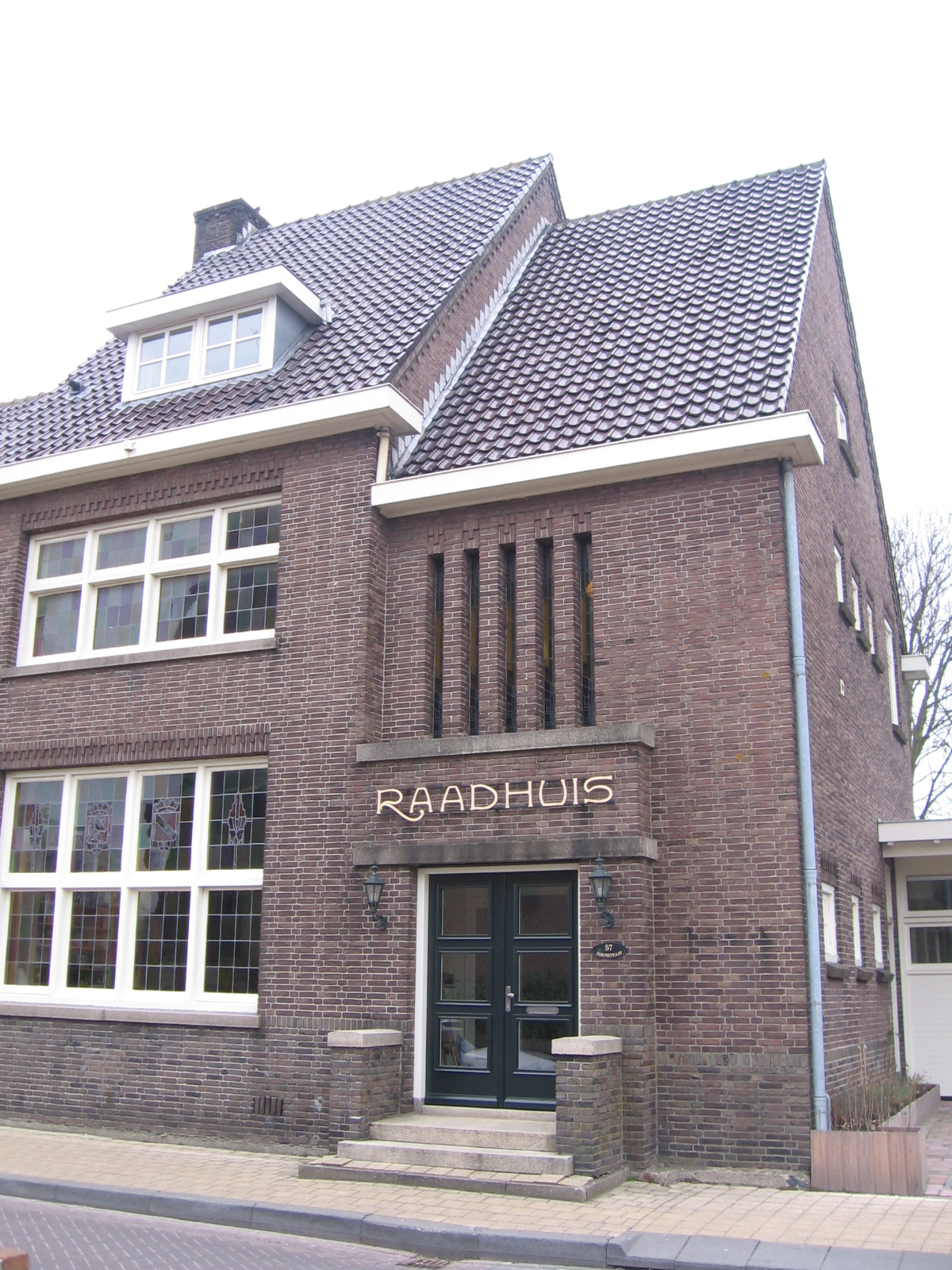
Oude raadhuis
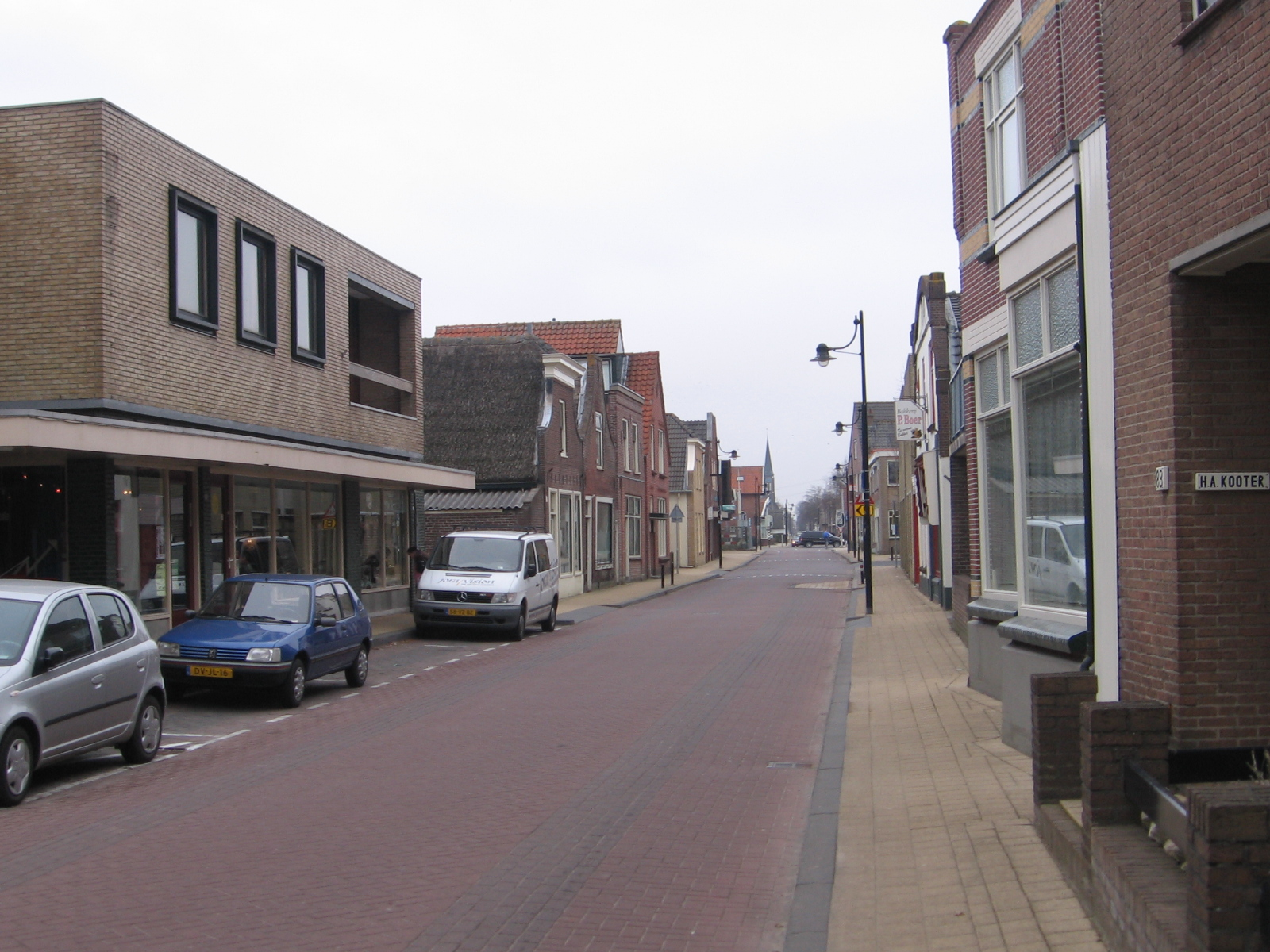
Dorpsstraat
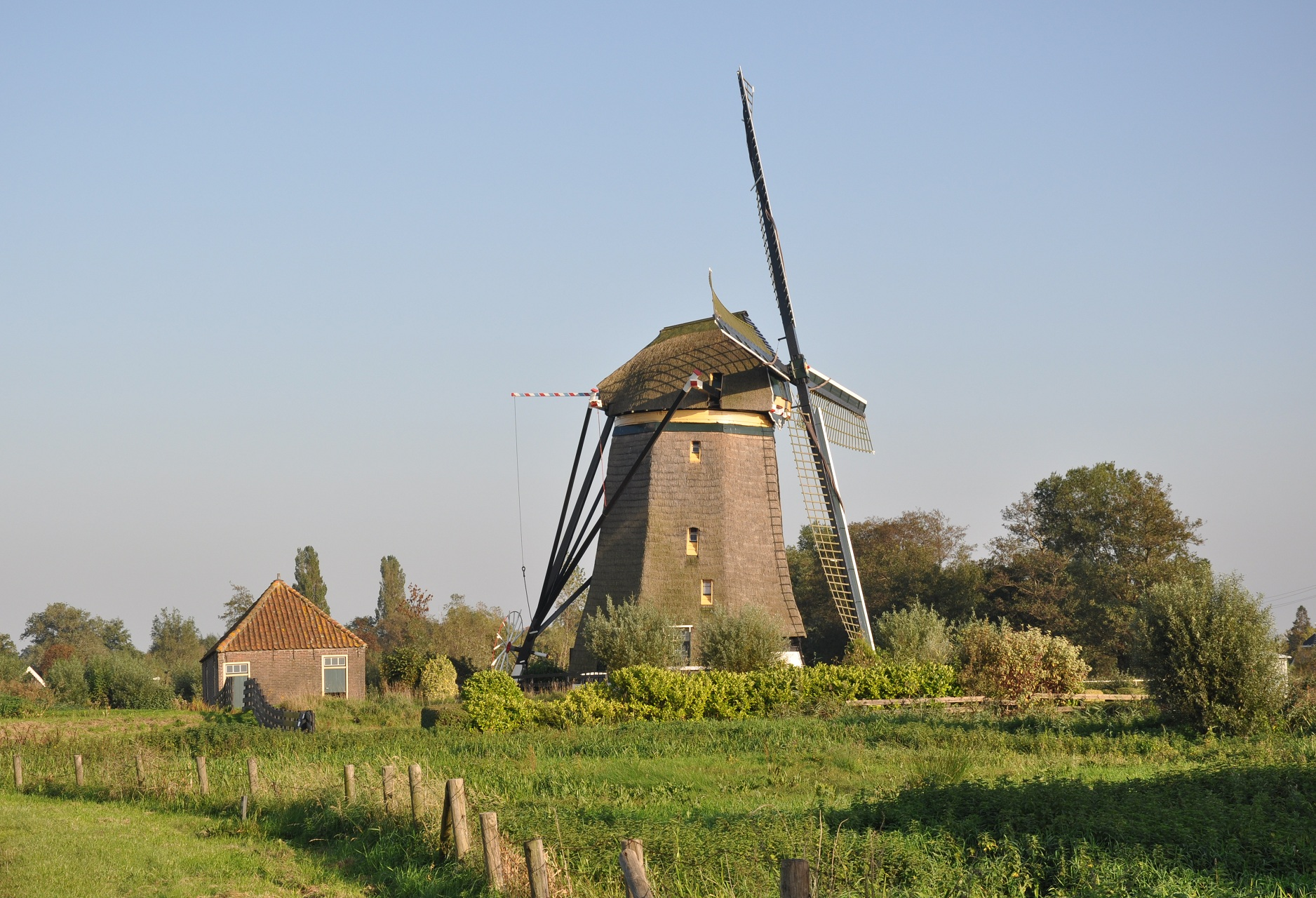
De Rietveldse Molen
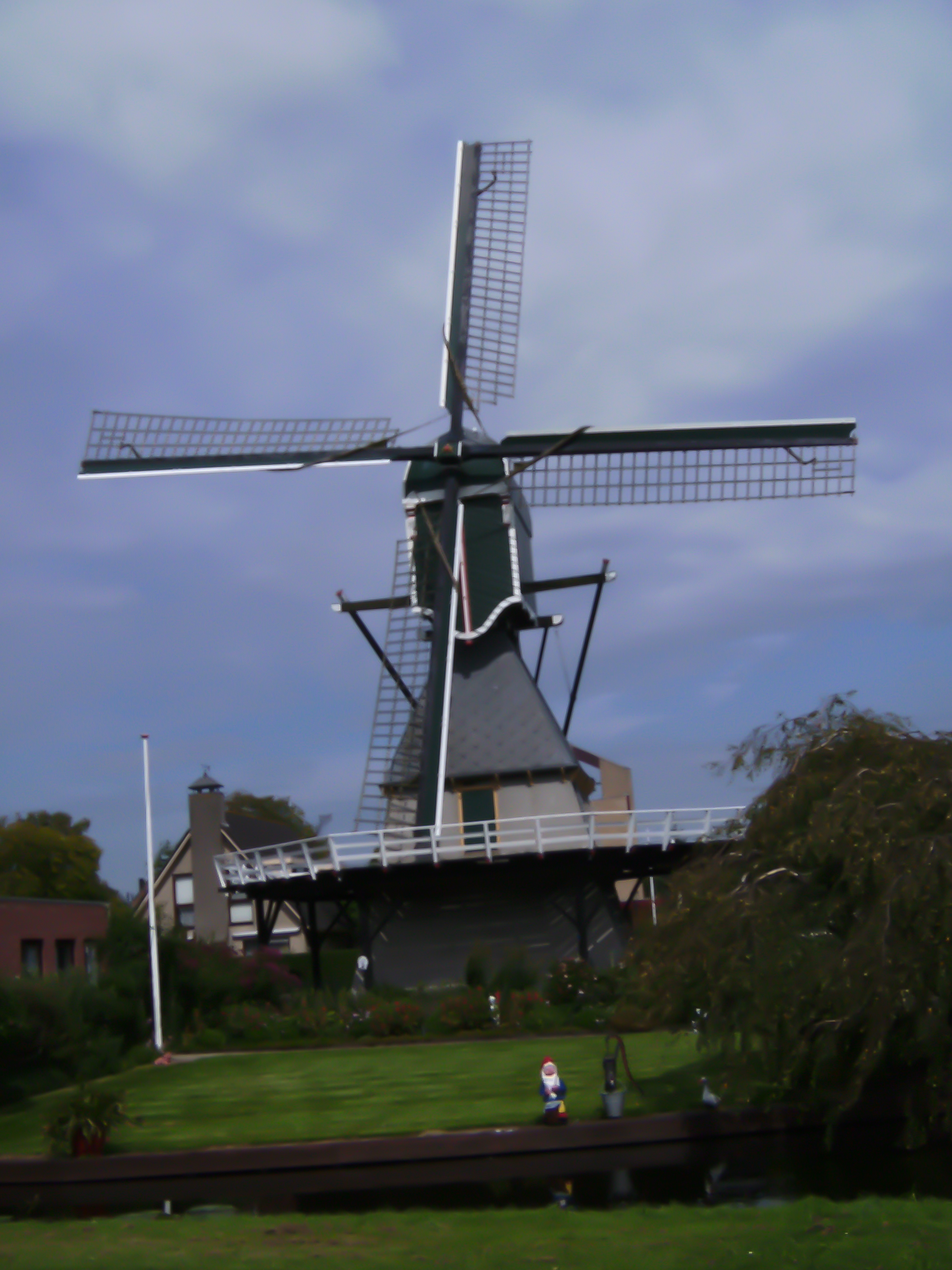
Korenmolen Nieuw Leven
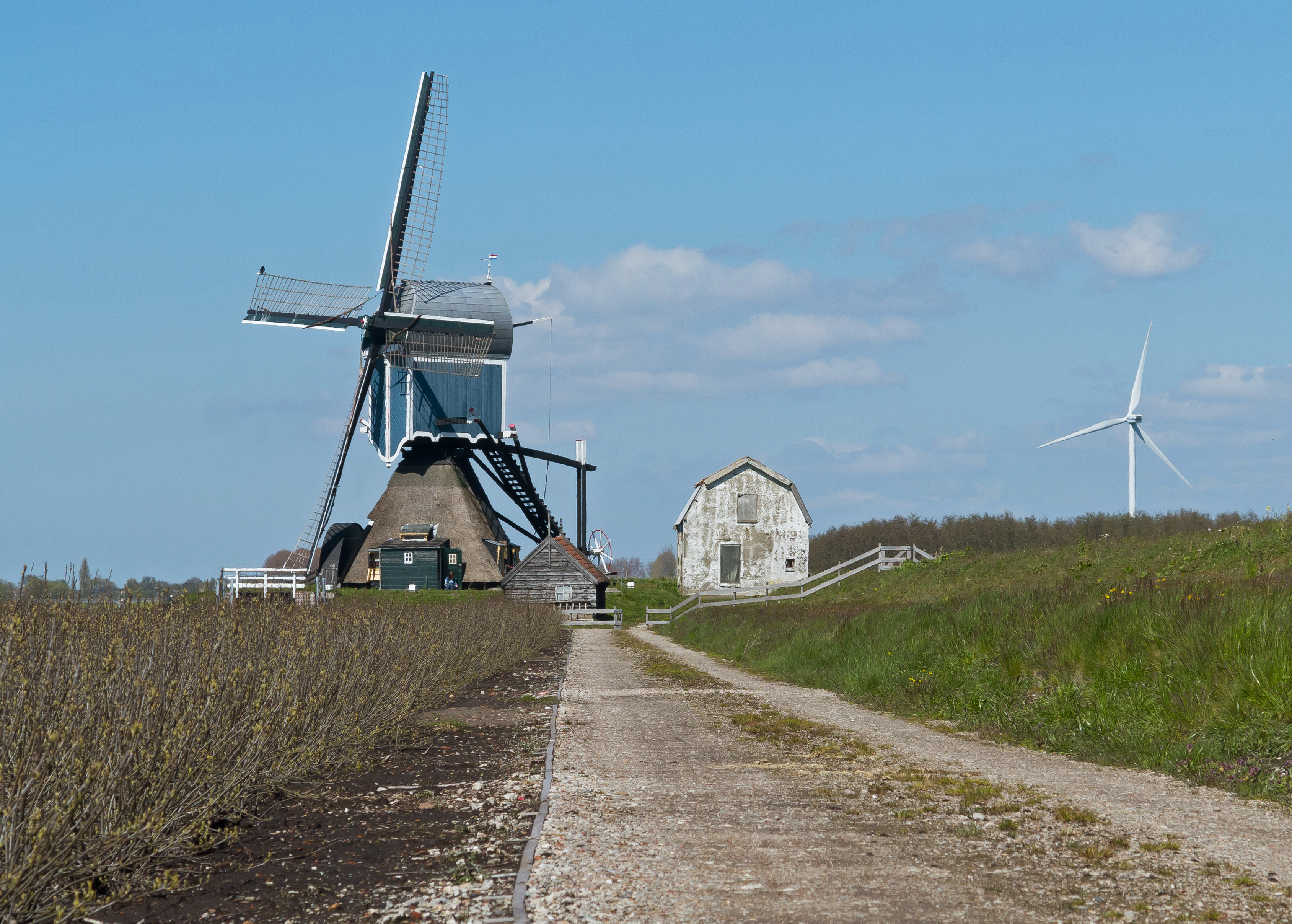
De Gere Molen
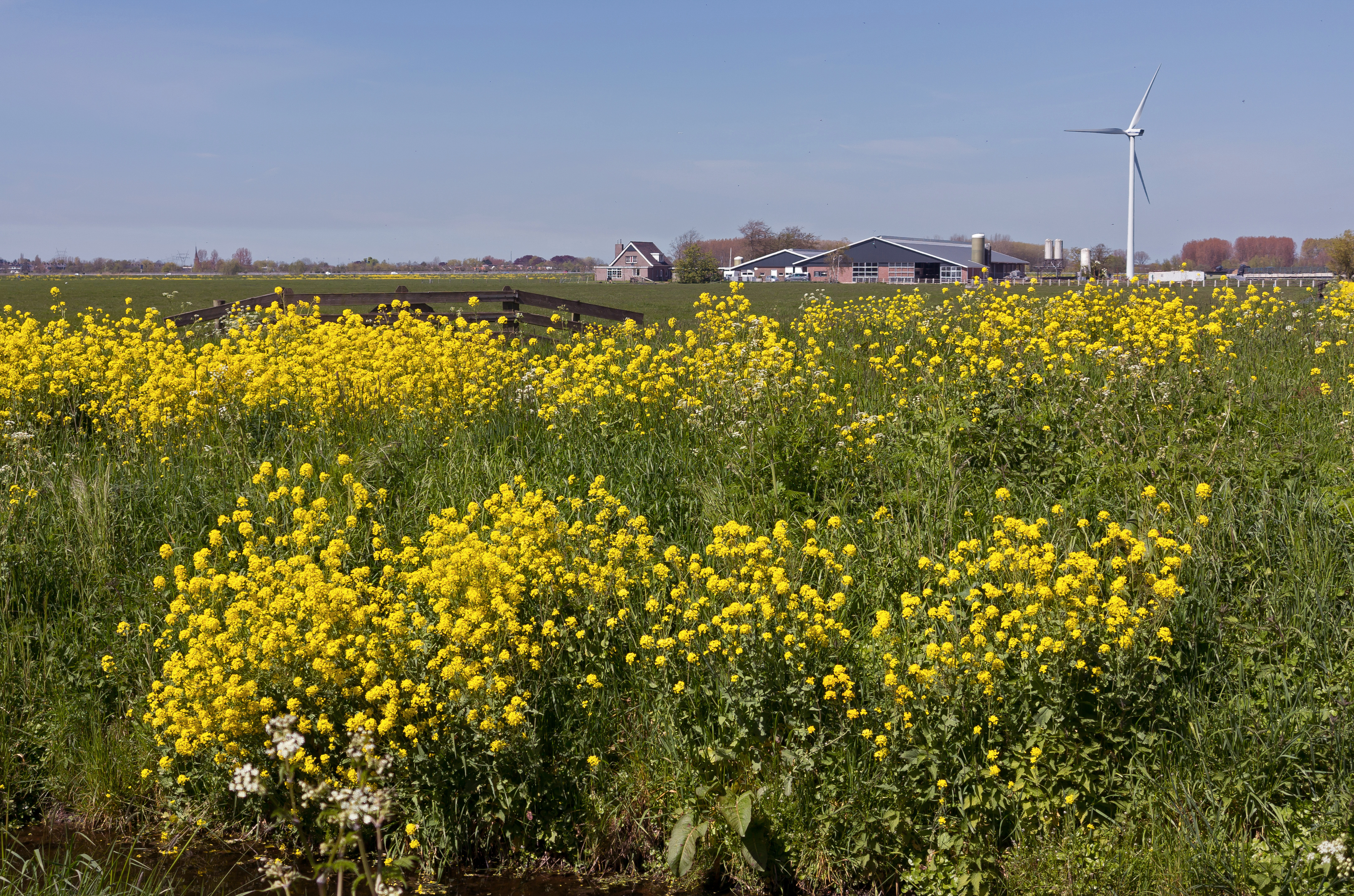
Panorama tussen Hazerswoude Dorp en Alphen aan den Rijn
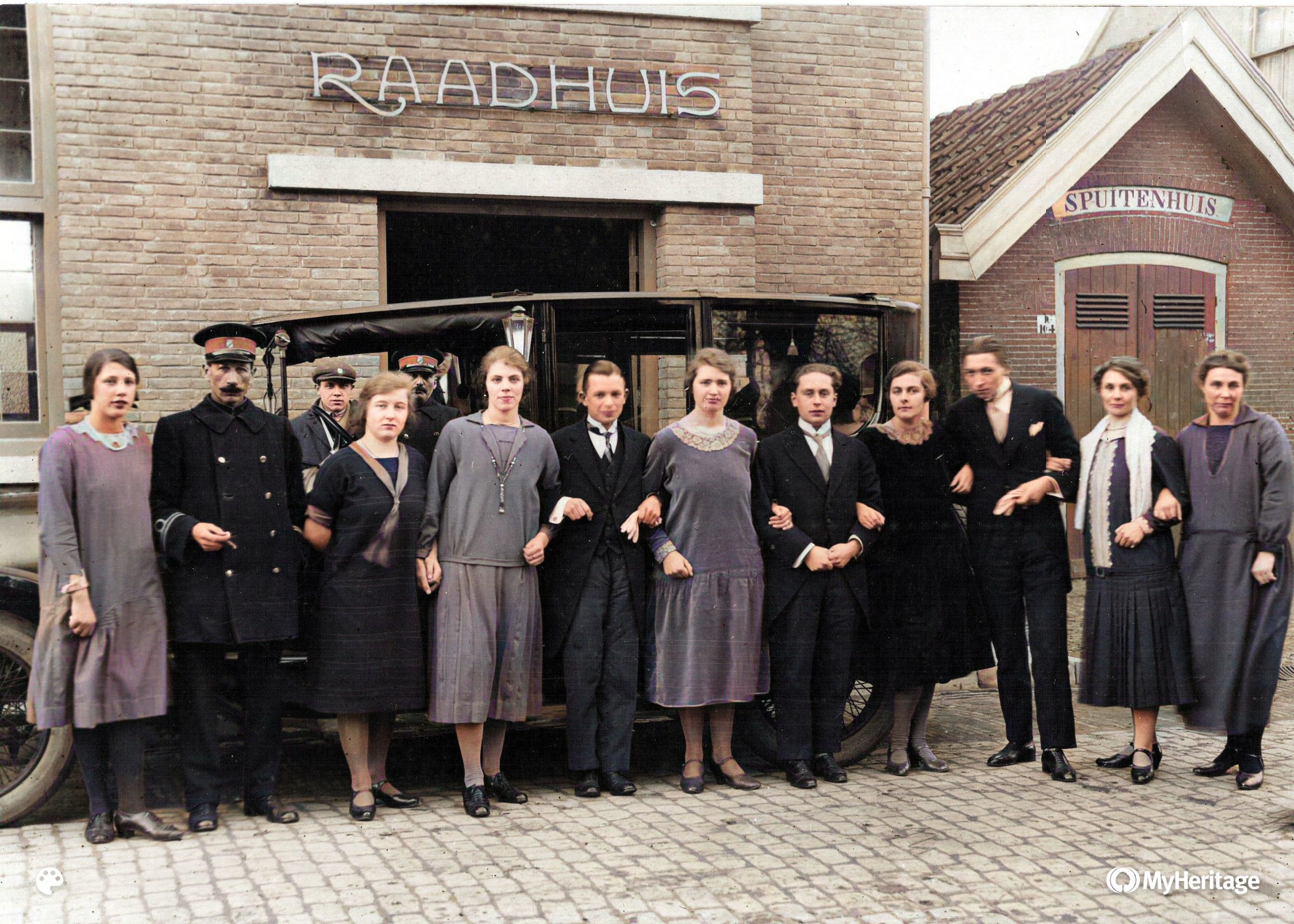
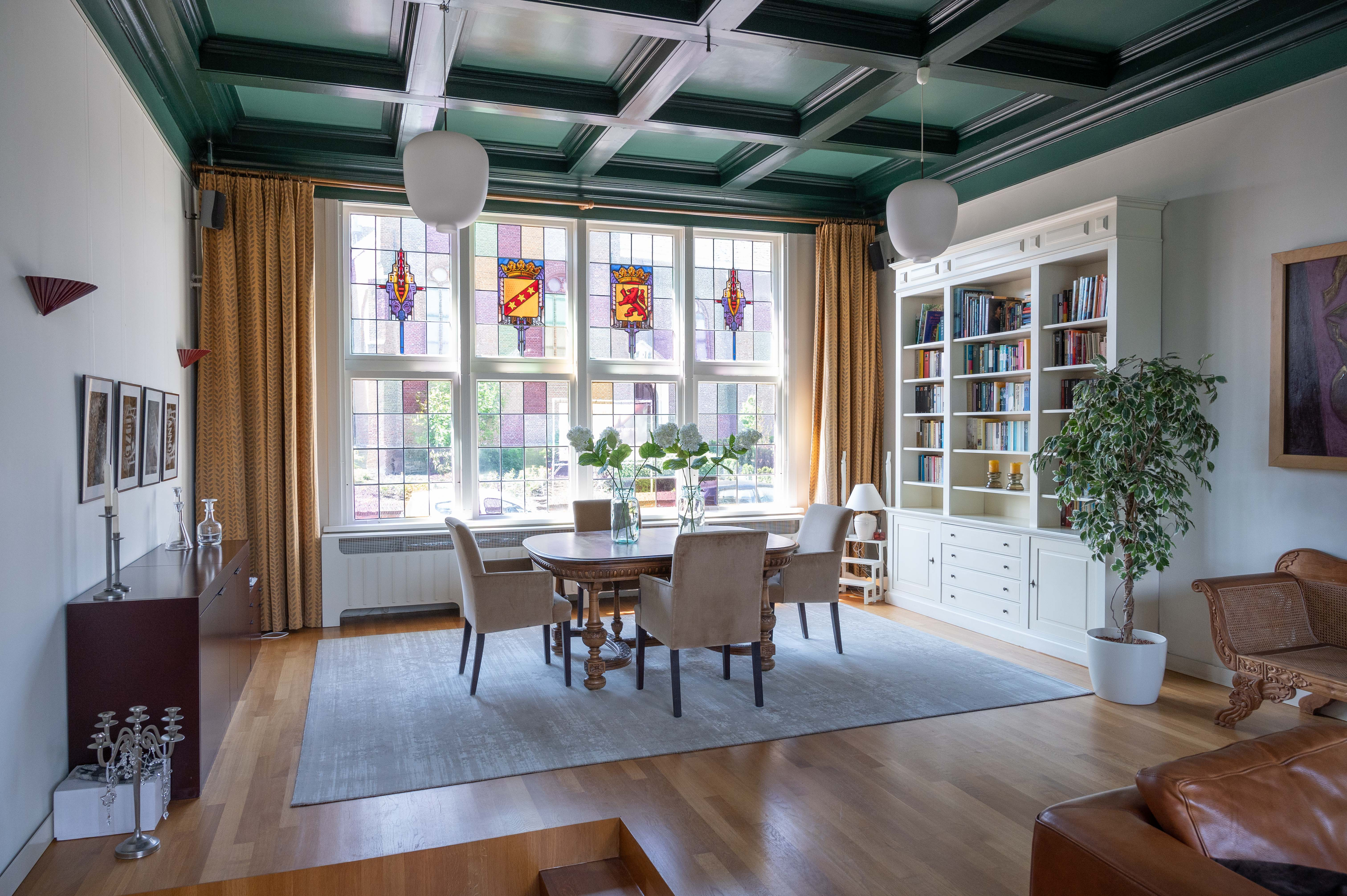

## Panorama

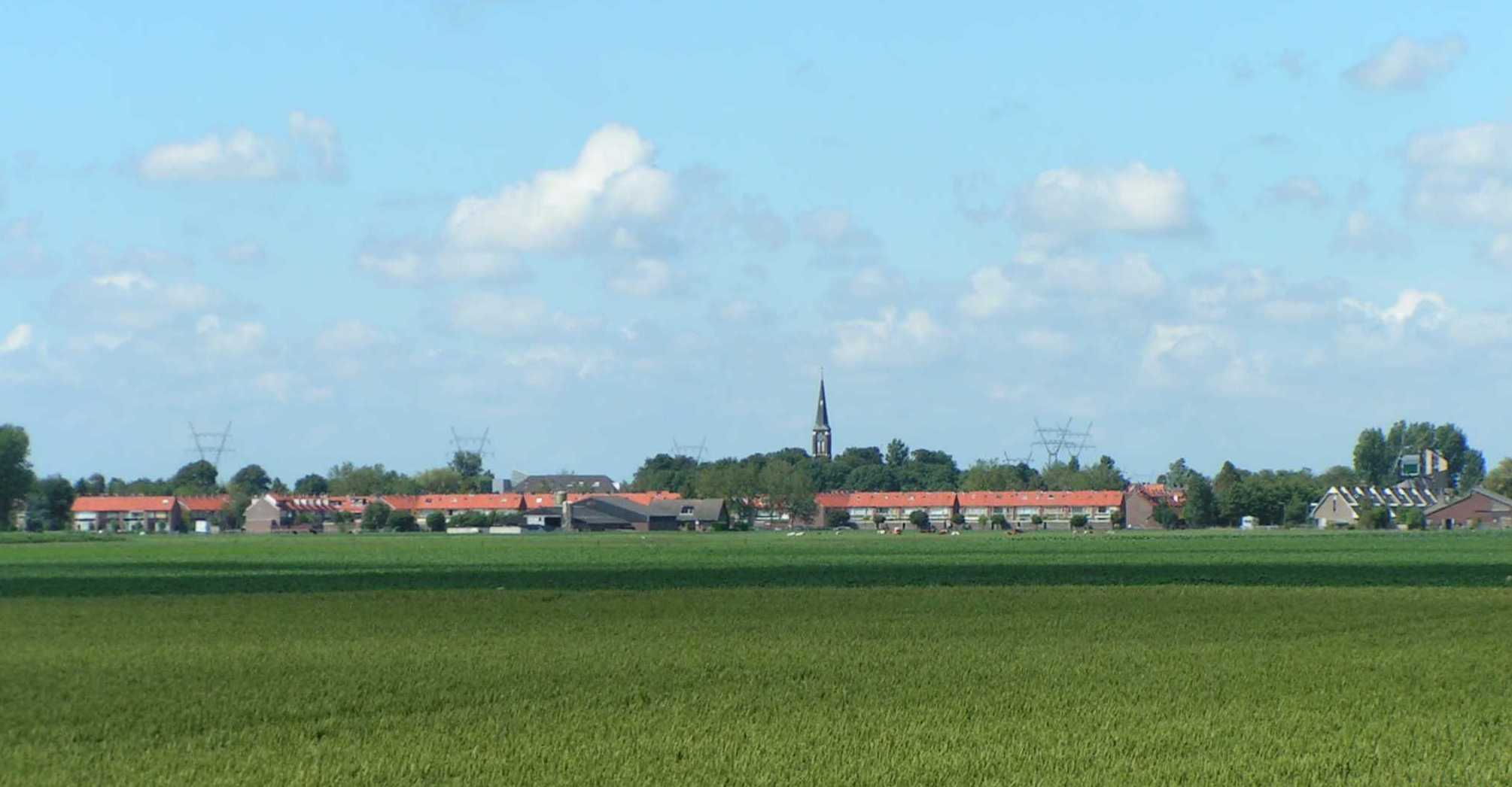
De zuidrand van Hazerswoude-Dorp